# St Helens (Merseyside)
St Helens ist eine Stadt mit 106.100 Einwohnern (Stand 1. Januar 2004) in North West England, Vereinigtes Königreich. Sie liegt zwischen Manchester und Liverpool im Metropolitan County Merseyside und ist der namensgebende Kernort des größeren Metropolitan Borough of St Helens, der weitere umliegende Städte umfasst.

## Geschichte
Die Stadt wurde 1552 das erste Mal erwähnt und hat ihren Namen von der dort befindlichen Kapelle bekommen. Sie war im 16. Jahrhundert ein Zentrum der Kohleförderung und seit dem 18. Jahrhundert Mittelpunkt der Glasherstellung in Großbritannien.
Seit im Jahre 1762 der Kanal „Sankey Navigation“ zwischen St Helens und River Mersey eröffnet wurde, entwickelte sich die Stadt zu einem Industriezentrum der Region mit einer schnell wachsenden Einwohnerzahl.

## Sehenswürdigkeiten
Sehenswert ist der 1830 erbaute Sankey Viaduct an der am 15. September 1830 eröffneten Eisenbahnlinie von Liverpool nach Manchester. Hier testete George Stephenson (1781–1848) seine Lokomotive The Rocket.
In der Nähe befinden sich ein bei Einheimischen und Touristen beliebter Safari-Park sowie die Haydock-Park-Rennbahn.

## Wirtschaft
Saint Helens ist eine Industriestadt (vor allem Glas- und chemische Industrie). Dort hat einer der weltgrößten Glashersteller und Hauptarbeitgeber der Region, Pilkington Glass, seinen Firmensitz.
Ein bekanntes Produkt aus St. Helens waren außerdem Beechamʼs Pills, ein Abführmittel aus Ingwer und Seife, die in der gleichnamigen Fabrik von 1842 bis 1998 – also über 150 Jahre lang – produziert worden waren.

## Sport
Beim lokalen Fußballklub St Helens Town AFC spielte in den frühen 1950er Jahren Bernd Trautmann als Torwart, ehe er zu Manchester City wechselte.

## Söhne und Töchter der Stadt
- Evelyn Jamison (1877–1972), Mittelalterhistorikerin
- Thomas Beecham (1879–1961), Orchesterdirigent
- Tommy Lucas (1895–1953), Fußballspieler
- Herbert Mundin (1897–1939), Schauspieler
- Geoff Duke (1923–2015), Motorradrennfahrer
- Bill Foulkes (1932–2013), Fußballspieler und -trainer
- John Connelly (1938–2012), Fußballspieler
- Peter Clarke (* 1957), Schlagzeuger
- Terrence Tinsley (* 1957), Radrennfahrer
- David Yates (* 1963), Regisseur und Drehbuchautor
- Alan Tabern (* 1966), Dartspieler
- Nick McCabe (* 1971), Elektro-Musiker, Gitarrist und Musik-Produzent
- Johnny Vegas (* 1971), Schauspieler
- Una McCormack (* 1972), Schriftstellerin
- Jacqui Abbott (* 1973), Sängerin
- Lee Briers (* 1978), Rugby-League-Spieler
- Dave Chisnall (* 1980), Dartspieler
- Emma Rigby (* 1989), Schauspielerin
- Michael Smith (* 1990), Dartspieler und Darts-Weltmeister 2023

## Partnerstädte

### Deutschland
- Stuttgart[2]

### Frankreich
- Chalon-sur-Saône[3]